# Augusto Lobos
Augusto Edmundo Lobo
Barrientos (Quemchi, 14 de enero de 1914 - Santiago, 1947) fue un profesor y político liberal chileno. Hijo de José Vicente Lobos Toledo y María Abigail Barrientos Díaz. Contrajo matrimonio con Ludovina Valeria Wiehoff Nettig.
Estudió en el Liceo de Valdivia y en la Escuela de Arquitectura de la Universidad de Chile, donde egresó como arquitecto civil (1937). Llegó a Puerto Montt a hacerse cargo de la construcción del primer teatro municipal.
Fue elegido alcalde de la Municipalidad de Puerto Montt (1938-1941). Durante su administración continuó con una proliferación de edificaciones estilo coloniales. Remodeló la iglesia de la ciudad, el muelle y el edificio municipal.